# Pluie de cendres
Une pluie de cendres est un phénomène qui survient lorsque des cendres, rejetées au cours d'une éruption volcanique, retombent à la surface de la Terre.

## Caractéristiques

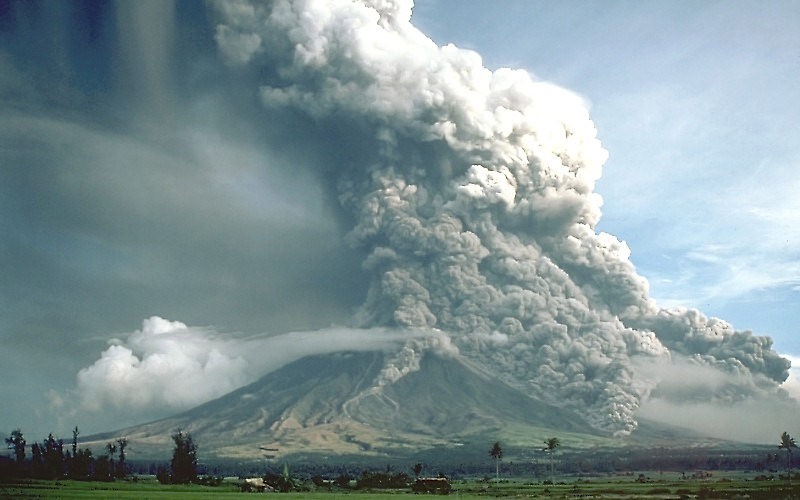
Vue du Mayon en éruption aux Philippines en 1984. Des nuées ardentes dévalent ses flancs, un panache volcanique s'élève depuis son sommet d'où retombent des cendres sur la gauche de l'image en obscurcissant le ciel.

Lorsqu'un volcan entre en éruption, il peut rejeter des cendres en grandes quantités, notamment au cours d'une éruption explosive de type péléenne ou plinienne. Ayant une température élevée, ces cendres s'élèvent dans l'atmosphère en formant un panache volcanique, des nuées ardentes, etc. et sont portées par les vents dominants. Une fois refroidies, ces cendres perdent de l'altitude et retombent au sol en constituant une couche plus ou moins épaisse, parfois jusqu'à plusieurs dizaines de centimètres d'épaisseur. La vapeur d'eau peut aussi se condenser autour de ces cendres, ce qui donne une pluie chargée de particules volcaniques. Cette eau boueuse peut former des lahars en cas de fortes précipitations.
En se déposant au sol, les cendres causent d'importants dégâts. Les végétaux dépérissent, ce qui entraîne la perte des récoltes et une forte perturbation des écosystèmes qui affecte aussi les animaux dont le bétail, les toits des bâtiments peuvent s'effondrer sous le poids des cendres et les métaux se corroder en raison de l'acidité de ces cendres. Si les cendres retombent en même temps que de fortes précipitations, des lahars peuvent se former. Si la pluie de cendre est marquée, l'obscurcissement du ciel peut être très important, voire total avec l'apparition d'une nuit volcanique masquant totalement la lumière du jour.